# Chironia laxa
Chironia laxa är en gentianaväxtart som beskrevs av Ernest Friedrich Gilg. Chironia laxa ingår i släktet Chironia och familjen gentianaväxter. Inga underarter finns listade i Catalogue of Life.